# Lapeer (Nueva York)
Lapeer es un pueblo ubicado en el condado de Cortland en el estado estadounidense de Nueva York. En el año 2000 tenía una población de 686 habitantes y una densidad poblacional de 10.6 personas por km².

## Geografía
Lapeer se encuentra ubicado en las coordenadas 42°26′33″N 76°6′18″O / 42.44250, -76.10500.

## Demografía
Según la Oficina del Censo en 2000 los ingresos medios por hogar en la localidad eran de $35,250, y los ingresos medios por familia eran $36,250. Los hombres tenían unos ingresos medios de $27,500 frente a los $21,397 para las mujeres. La renta per cápita para la localidad era de $15,484. Alrededor del 10.7% de la población estaban por debajo del umbral de pobreza.